# سعدان ليلي أسود الرأس
سعدان ليلي أسود الرأس (الأسم العلمي: Aotus nigriceps) هو نوع من أنواع القرد الليلي في أمريكا الجنوبية. يقطن في والبرازيل وبوليفيا وبيرو. يُطلق عليه أُسيسِتي ausisiti بلغة الكوازة في روندونيا بالبرازيل و نؤنؤ nu’nu بلغة تشياهويتا في البيرو.
يعاني سعدان ليلي أسود الرأس من الملاريا المتصورة البرازيلية (Plasmodium brasilianum)، تم العثور على هذه الطفيليات لأول مرة عام 2013.